# المتحف التاريخي الوطني للبرازيل
المتحف التاريخي الوطني للبرازيل (Museu Histórico Nacional) تم إنشاؤه عام 1922 ويحتوي على 287,000 قطعة ضمن أكبر مجموعة تحف في أمريكا اللاتينية كلها.
الحصن الذي يضم المتحف بدأ بناؤه باسم حصن سانتياغو ويقع في نقطة تعد من أهم النقاط التي يمكن الدفاع منها عن مدينة ريو دي جانيرو.

## خلفية تاريخية
بدأ المتحف التاريخي الوطني الذي أنشئ في أغسطس 1922 بموجب مرسوم من الرئيس إبيتاسيو بيسوا أنشطته في أكتوبر، حيث دمج معرض المئوية في غرفتين خاصتين من مستودع كاسا دو تريم (مستودع الذخيرة).
خلال 75 عامًا من الأنشطة المتواصلة، جمع المتحف أكبر مجموعة تحت رعاية وزارة الثقافة وأصبح مركزًا مهمًّا للثقافة، واحتل تدريجيًّا كل المجمع المعماري لنقطة كالابوس، حيث كانت قلعة سانتياغو.
باعتباره أول متحف برازيلي يدير دورة رسمية لعلم المتاحف، خدم كنقطة انطلاق لتشكيل متاحف محلية أخرى مهمة، وبالتالي أصبح معروفًا عالميًّا في الأربعينيات.
اليوم، يحتل مجمع المتحف مساحة 20 ألف متر مربع. ويحتوي على أكثر من 287 ألف قطعة، معروضة في أكثر من 25 معرضًا.
تحتوي مكتبة المتحف لوحدها على أكثر من 57 ألف كتابًا، العديد منها يعود إلى القرن الخامس عشر، و 50 ألف وثيقة وصورة.

## التشكيلة
انطلقت تشكيلة مجموعة المتحف الوطني التاريخي من بعض المؤسسات الأخرى التي كانت قائمة وقت إنشائه، وتضمنت عناصر وقطعًا متنوعة من الأرشيف الوطني البرازيلي ومكتب العملات في المكتبة الوطنية. ساهم أيضا في اقتناء مجموعات دار سك كاسا دا مويدا، والمتحف الوطني للفنون الجميلة ووزارة الجيش ووزارة البحرية.

## التشكيلة الرقمية
المجموعة الرقمية للمتحف التاريخي الوطني هي مستودع مفتوح للجمهور يوفر المعارض والمقتينات الفنية للمؤسسة على الإنترنت. ضمّ المشروع في البداية 500 عمل من مجموعة اللوحات، وستضاف لاحقًا مواد جديدة من مناطق أخرى من المتحف.
اختار فريق المتحف المقتينات. في هذه المرحلة الأولى، نشرت ثلاث مجموعات جديدة: «مارينهاس - دي مارتينو» و «صور الإمبراطورية» و «المناظر الطبيعية الكاريبية».

## معرض صور

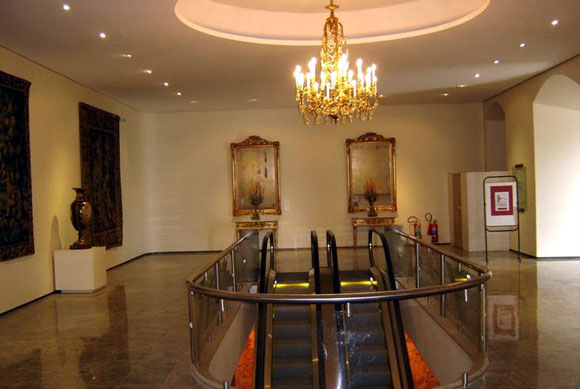
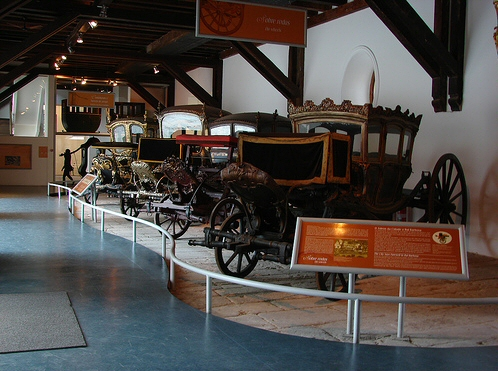
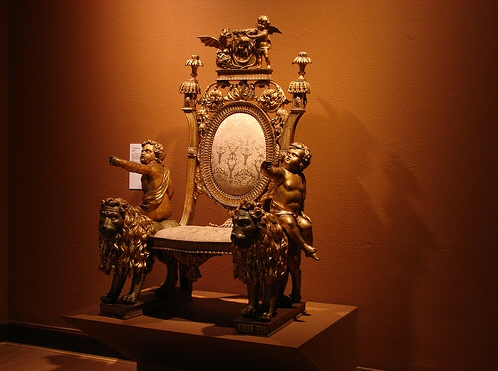
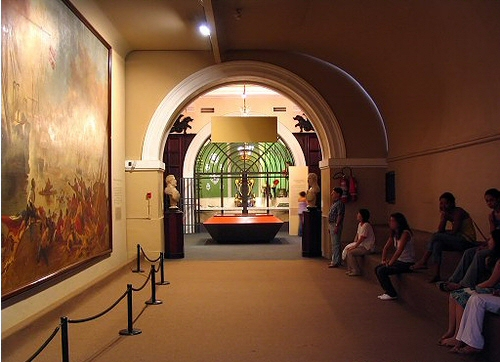
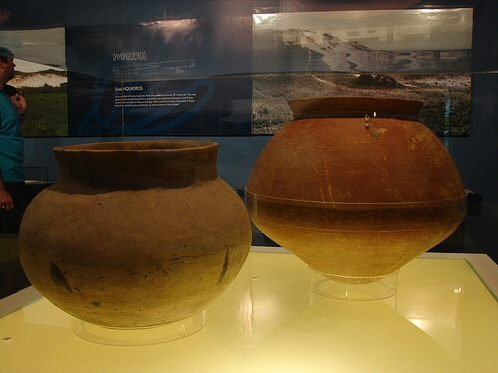
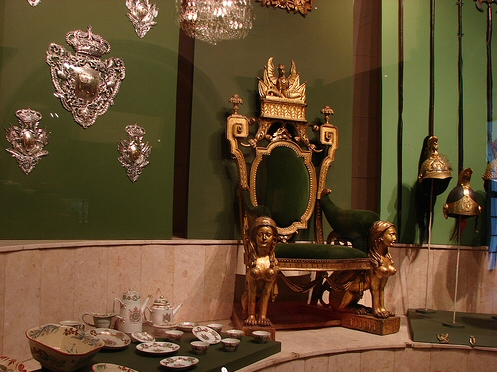

## وصلات خارجية
- Museu Histórico Nacional